# Stadio Al-Rashid
Lo Stadio Al-Rashid è uno stadio di calcio, che si trova a Dubai, la più grande città degli Emirati Arabi Uniti.
Lo stadio è stato costruito nel 1948 e restaurato nel 2000, anno in cui stato ampliato fino a raggiungere l'attuale capienza (18 000 posti a sedere). Le tribune sono tutte scoperte, tranne la tribuna principale.
Nello stadio vengono giocate le partite casalinghe dell'Al-Ahli Club, che milita nella UAE Arabian Gulf League, il massimo campionato emiratino di calcio. Lo stadio ha ospitato anche alcune partite della nazionale emiratina di calcio.

## Emirates Challenge Cup

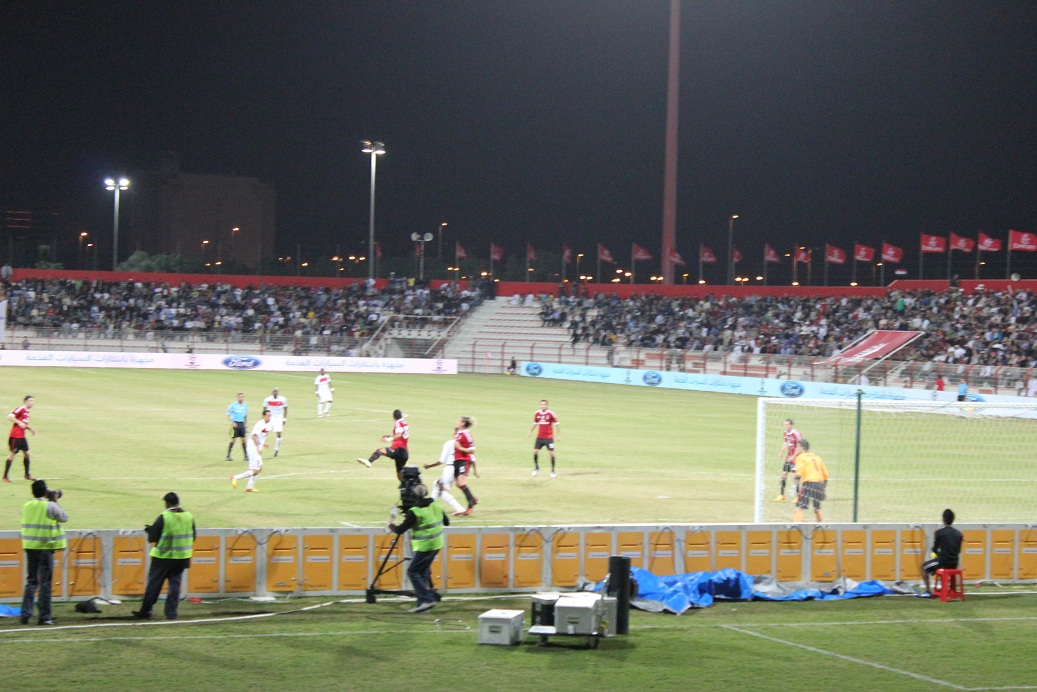
Un'azione della Emirates Challenge Cup 2012

### 2009
| 6 gennaio 2009                                                                                        | Milan                | 1 – 1        | Amburgo SV |  |
| \| \| \| \| \| Ronaldinho 62’ (pen.) \| Marcatori \| 66’ Benjamin \| \| \| Tiri di rigore 4 – 3 \| \| |                      |              |            |  |
| |                      |              |            |  |
| Ronaldinho 62’ (pen.)                                                                                 | Marcatori            | 66’ Benjamin |            |  |
| | Tiri di rigore 4 – 3 |              |            |  |

### 2011
| 2 gennaio 2011                                                      | Al-Ahli   | 1 – 2                   | Milan | Al-Rashid Stadium, Dubai |
| \| \| \| \| \| Hasan 85’ \| Marcatori \| 38’ Seedorf 72’ Beretta \| |           |                         |       |                          |
|                                                                     |           |                         |       |                          |
| Hasan 85’                                                           | Marcatori | 38’ Seedorf 72’ Beretta |       |                          |

### 2012
| 4 gennaio 2012                            | Milan     | 1 – 0 | Paris Saint-Germain | Al-Rashid Stadium, Dubai |
| \| \| \| \| \| Pato 4’ \| Marcatori \| \| |           |       |                     |                          |
|                                           |           |       |                     |                          |
| Pato 4’                                   | Marcatori |       |                     |                          |